# Csontok meg minden
A Csontok meg minden (eredeti cím: Bones and All) 2022-es amerikai–olasz romantikus horrorfilm, amelyet Luca Guadagnino rendezett és David Kajganich írt, Camille DeAngelis 2015-ös Bones and All – Szőröstül-bőröstül című regénye alapján. A főbb szerepekben Taylor Russell és Timothée Chalamet látható.
A film világpremierje 2022. szeptember 2-án volt a 79. Velencei Nemzetközi Filmfesztiválon, ahol elnyerte a legjobb rendezésért járó Ezüst Oroszlánt, Russell pedig a Marcello Mastroianni-díjat. Amerikában november 18-án a United Artists Releasing, Olaszországban november 23-án a Vision Distribution forgalmazta. Magyarországon 2024. június 2-án mutatta be a HBO Max.
A film általánosságban pozitív véleményeket kapott a kritikusoktól; dicsérték Russell, Chalamet és Rylance alakítását, Guadagnino rendezését, az operatőri munkát, a filmzenét és a műfajok ötvözését. A kasszáknál azonban alulteljesített, a 16-20 millió dolláros gyártási költségvetéssel szemben mindössze 15,2 millió dolláros bevételt ért el.

## Cselekmény
Az 1980-as években a 17 éves Maren Yearly az apjával, Leonarddal államról államra költözik, mert már egészen kicsi kora óta „fogyasztó”, és mániája miatt többször megsebesít, sőt megöl másokat. Apja igyekszik Marent minél távolabb tartani a nyilvánosságtól, és nem beszél lányának az anyjáról, aki évekkel korábban elhagyta a családot. Amikor Maren egy virginiai éjszakán kioson a házból, hogy meglátogassa iskolai barátnőjét, Kimet, leharapja a húst az ujjáról.
A rendőrség elől menekülve Leonard először Marylandbe költözik Marennel, majd nem sokkal a 18. születésnapja után elhagyja lányát. Maren az apjától a készpénzen kívül csak egy hangkazettát kap, amelyen a férfi az első kannibalizmusos esetekről beszél, és leírja tehetetlenségét, valamint a lány születési anyakönyvi kivonatát. Mivel anyja, Janelle születési helye is szerepel a dokumentumon, Maren úgy dönt, átutazik az Egyesült Államokon Minnesotába.
Egy ohiói megállóhelyen találkozik a különös étvágyú Sullyval, aki harmadik személyben beszél magáról, és azt állítja, fél mérföldről kiszagolta Maren szagát. Sully szállást ajánl a fiatal nőnek éjszakára, elmeséli neki a szabályát, miszerint soha nem eszik meg más fogyasztókat, és megmutatja neki a halott áldozatai hajfonatából szőtt emlékkötelet. Bár Maren nem bízik a különcben, elfogadja a meghívását, hogy egy elhunyt nyugdíjast egyen. Amikor Sully másnap reggel közös életet ajánl neki, Maren sietve felszáll a következő buszra, és elhagyja a várost.
Indiana államban Maren találkozik a fiatal Eater Lee-vel, aki fuvart ajánl neki. Lee Kentuckyba tart, ahol a húgának, Kaylának akar vezetési leckéket adni. Útközben Maren és Lee találkozik a fogyasztó Jake-kel és Braddel, akik mesélnek nekik a „Csontok meg mindenről” – a kannibalizmus egy olyan formájáról, amelyben még a csontokat is megeszik. Maren megdöbben, hogy Brad csak szórakozásból és nem vágyból eszik embereket, mire ő és Lee félelemből folytatják útjukat. Az út során jobban megismerik egymást, és hamarosan érzelmek alakulnak ki bennük egymás iránt. Egy Kentuckyban tett megálló után Lee felajánlja Marennek, hogy egészen Minnesotáig elviszi őket.
Mivel útközben mindketten étvágyat éreznek, Lee elcsábítja egy vidámparki bódé üzemeltetőjét, és elvágja a torkát. Maren később megtudja, a férfinak felesége és gyermeke volt, ami megkérdőjelezi a tetteit. Minnesotában a fiatal nőnek sikerül a telefonkönyv segítségével felkutatnia nagyanyját, Barbarát, és megtudja, Janelle-nek is kannibalista vágyai voltak, és a családja védelmében beutalta magát egy pszichiátriai osztályra Fergus Fallsban.
Amikor Maren meglátogatja édesanyját a központban, a súlyosan zavart nő megpróbálja megölni saját lányát, mert tud Maren vágyairól, és szörnyetegnek tartja. Ezután az élmény után Maren úgy dönt, nem akar többé evő lenni. Egy vitában elválnak útjaik Lee-vel, mire Maren ismét kapcsolatba kerül Sullyval, aki hetek óta követi őt. A Fogyasztó újabb partnerséget ajánl neki, de amikor a lány visszautasítja, a férfi mélyen megbántódik, és távozik.
Néhány hónappal később Maren a húgán, Kaylán keresztül képes felkutatni a barátját, Lee-t. Kibékülnek, és úgy döntenek, innentől kezdve nagyjából normális életet élnek együtt. Maren munkát vállal egy könyvtárban Ann Arborban, ahol mindketten letelepedtek. Amikor egy nap hazatér, Sully meglepi és megfenyegeti. A fogyasztó semmi mást nem akar, csak Maren szerelmét, de a lány és az érkező Lee legyőzi és megöli. Amikor Lee, aki szintén súlyosan megsérül, felismeri Sully emlékkötelében húga, Kayla hajfonatát, megkéri barátnőjét, hogy élve falja fel. Maren rájön, hogy Sully holtteste miatt nem hívhatja a mentőket, és eleget tesz Lee kérésének.

## Szereplők
| Szerep                                                    | Színész            | Magyar hang       |
| --------------------------------------------------------- | ------------------ | ----------------- |
| Maren Yearly                                              | Taylor Russell     | Staub Viktória    |
| Lee                                                       | Timothée Chalamet  | Jéger Zsombor     |
| Sully                                                     | Mark Rylance       | Rubold Ödön       |
| Frank Yearly, Maren apja                                  | André Holland      | Pataki Ferenc     |
| Jake, egy fogyasztó                                       | Michael Stuhlbarg  | Fekete Ernő       |
| Janelle Kerns, Maren anyja és egy fogyasztó               | Chloë Sevigny      | Györgyi Anna      |
| Brad, rendőrtiszt, aki parafil kannibál, de nem fogyasztó | David Gordon Green | Seder Gábor       |
| Barbara Kerns, Maren örökbefogadó nagyanyja               | Jessica Harper     | Igó Éva           |
| Lance, karneváli munkás, aki Lee áldozatává válik         | Jake Horowitz      | Hrisztov Toma     |
| Sherry                                                    | Kendle Coffey      | Engel-Iván Lili   |
| Kayla, Lee húga                                           | Anna Cobb          | Kiss Anna Gizella |

### Magyar változat
- Magyar szöveg: Kopányi Vanda
- Hangmérnök: Bokk Tamás
- Vágó: Baltazár Boldizsár
- Gyártásvezető: Újréti Zsuzsa
- Szinkronrendező: Aprics László
- Produkciós vezető: Marjay Szabina

A szinkront az Iyuno Hungary készítette el.

## A film készítése
2019. április 8-án bejelentették, hogy David Kajganich adaptálja Camille DeAngelis 2015-ös Bones and All - Szőröstül-bőröstül című regényét a filmvászonra, a film rendezője pedig Antonio Campos lesz. 2021. január 28-án bejelentették, hogy Taylor Russell és Timothée Chalamet lesz a főszereplője a filmnek, amelyet immár Luca Guadagnino rendez. Chalamet egyben a film producere is. A forgatás májusban kezdődött, ekkorra már Mark Rylance, Michael Stuhlbarg, André Holland, Jessica Harper, Chloë Sevigny, Francesca Scorsese és David Gordon Green is csatlakozott a stábhoz. A forgatás Chillicothe-ban és Cincinnatiben zajlott. A forgatás 2021 júliusában fejeződött be.

## Bemutató
A Csontok meg minden világpremierje a 79. Velencei Nemzetközi Filmfesztiválon volt 2022. szeptember 2-án, majd a 60. New York-i Filmfesztiválon, a 17. Fantastic Festen, a 49. Telluride Filmfesztiválon, a 2022-es AFI Festen és a 2022-es BFI London Filmfesztiválon is bemutatták. 2022. november 18-án kezdték korlátozottan bemutatni a mozikban, majd november 23-án széles körben is megjelent.
Ez az első film, amelyet a United Artists Releasing és a Metro-Goldwyn-Mayer Pictures az Amazonnal való 2022. március 17-i egyesülési megállapodást követően megvásárolt. A Vision Distribution a filmet Olaszországban 2022. november 23-án adta ki a Prime Videóval és a Sky-val együttműködve, míg a Warner Bros. Pictures az összes többi nemzetközi területet az MGM-en és az UAR-on keresztül kezelte, az előbbivel kötött új, több évre szóló szerződés értelmében, amely ezzel a filmmel kezdődött.

### Média kiadás
A film 2022. december 13-án vált elérhetővé a PVOD-kölcsönzőben. Blu-ray és DVD kiadásban 2023. január 31-én jelent meg a Warner Bros. Home Entertainment forgalmazásában.